# ウーラガン (航空機)
ダッソー ウーラガン
フランス空軍用塗装のダッソー ウーラガン
- 用途：戦闘爆撃機
- 設計者：マルセル・ダッソー
- 製造者：ダッソー・アビアシオン
- 運用者：フランス空軍、インドネシア空軍、イスラエル空軍、エルサルバドル空軍
- 初飛行：1949年2月28日
- 運用開始：1952年
- 退役：1980年代

MD.450 ウーラガン  (Ouragan) は、フランスのダッソー・ブレゲー社が開発したフランス初の実用国産ジェット戦闘機である。1947年から開発が開始され、当初はダッソー社が自社資金で原型機開発に着手していたが、1948年6月に空軍から3機の発注を受け、初号機は1949年2月28日に初飛行した。50年代前半のフランス空軍の主力戦闘機で、1951年12月から生産が開始され、約350機が1954年の夏まで生産された。フランス以外ではインド、イスラエルにも輸出され、それぞれ印パ戦争、中東戦争に投入されている。後のミステールシリーズや、シュペルミステールの原型機となった機体でもある。なお、「ウーラガン」とは嵐の意味である。

## 設計と開発
占領国の国民としてフランス人は、第二次世界大戦中の航空機設計分野で成し遂げられた大きな成果に対して十分な貢献はできなかった。大戦後に航空機設計者のマルセル・ダッソーは、全フランス製のジェット戦闘機と共に自国の航空機産業の再生を切望し、1947年にはこの概要は描かれていた。この提案に応じた政府は積極的な姿勢を示し、設計が完了すると直ぐに試作機の製作が始められた。
「M.D. (Marcel Dassault) 450」と命名されたこの新型機の詳細設計は1947年10月に始まり、1948年4月にはサン＝クルーのダッソー社の工場で機体の製作が開始された。ウーラガンはリパブリック F-84 サンダージェットよりも小型軽量で、ロッキード F-80 シューティングスターに使用されているような薄い主翼を備えていた。
フランス政府は1947年12月7日に3機の試作機を契約し、「ウーラガン」の試作初号機は1949年2月28日にKostia Rozanoffの操縦で初飛行を行ったが、このM.D.450-01試作機は、与圧式コックピット、武装、特徴のある翼端増槽を備えていなかった。22.27 kN (2,270 kp/5,000 lbf)の推力を発生するロールス・ロイス ニーン 102 遠心式ジェットエンジンを装備したこの機体は、1949年の実用試験で最高速度980 km/h (529 knots, 609 mph)、初期上昇率43 m/s (8,465 ft/min)を記録した。全てのウーラガンで忘れられざる装備となる450 liter (118.9 US gal) 入り翼端増槽は、1949年12月に初めて登場した。与圧式コックピットを備えた試作機2号機M.D.450-02は15,000 m (49,213 ft)の飛行高度を記録し、イスパノ・スイザ社がライセンス生産したニーン 104エンジンを搭載した試作3号機M.D.450-03は15 mmと後に20 mm機関砲の武装試験に使用された。
1949年8月31日にフランス空軍は15機の前量産型を発注した（後に12機に削減）が、結局これらの機体は各種エンジン（スネクマ アターを含む）、武装構成、ペイロードの評価試験に使用された。この契約は1949年12月15日に締結され、機体の生産はパリ郊外のダッソー社の工場で行われた。1950年8月31日にダッソー社はウーラガン150機を、翌年に追加の200機を受注した。

## 運用の歴史

### フランス空軍

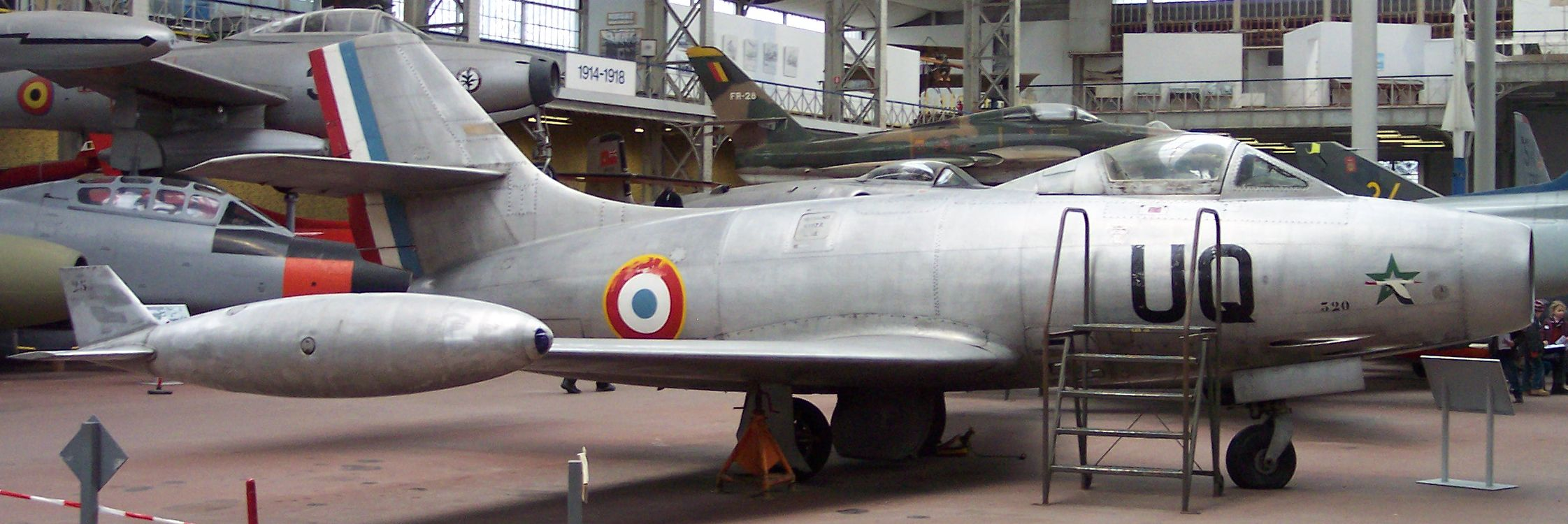
翼端増槽を装着したMD450 ウーラガン

初期注文で850機のウーラガンが必要であったが、前量産型の初号機が納入される前の1950年8月にフランス政府は150機のウーラガンを発注した。その後にフランス空軍は200機を追加注文し、ダッソー社はできるだけ早急にこの注文に応じるために全力を挙げた。
1号機が1951年12月5日に初飛行を行った量産型機は、イギリス製デ・ハビランド バンパイアを代替して1952年にフランス空軍へ就役した。最初の50機はニーン 102エンジンを搭載したM.D.450Aとして、残りはニーン 102よりも軽量で多少推力の大きなイスパノ・スイザ製ニーン 104Bを搭載したM.D.450Bとして製造された。両方の型で翼端増槽は標準で装着された。
パイロット達はウーラガンが全般的に飛行させるには楽しく機銃やロケット弾の発射プラットフォームとしては安定していることに気付いたが、その短い胴体により急旋回時にはいきなりスピンに入る傾向があった。しかし、ウーラガンは2年の間成功した機体としてパトルイユ・ド・フランスの使用機を務めた。
量産型ウーラガンの中の4機は不整地運用向けに、主翼付け根に追加されたフェアリング内に引き込まれる低圧タイヤの2重車輪の主脚を持ち、ドラッグシュートを備えた不整地運用向けに改造された。この仕様はアルジェリアでの実戦運用向けに企画され、アラビア語で「戦い」を意味する「"baroud"」から「"バルーガン"（Barougans）」というニックネームを付けられた。初飛行は1954年2月24日に行われ良好な性能を示したが、この計画からの成果は無く、1958年にこの計画は破棄されて2機が再び標準型ウーラガンへ戻された。
フランス軍ではウーラガンは、1961年に完全にダッソー ミステール IVへ代替された。

### インド

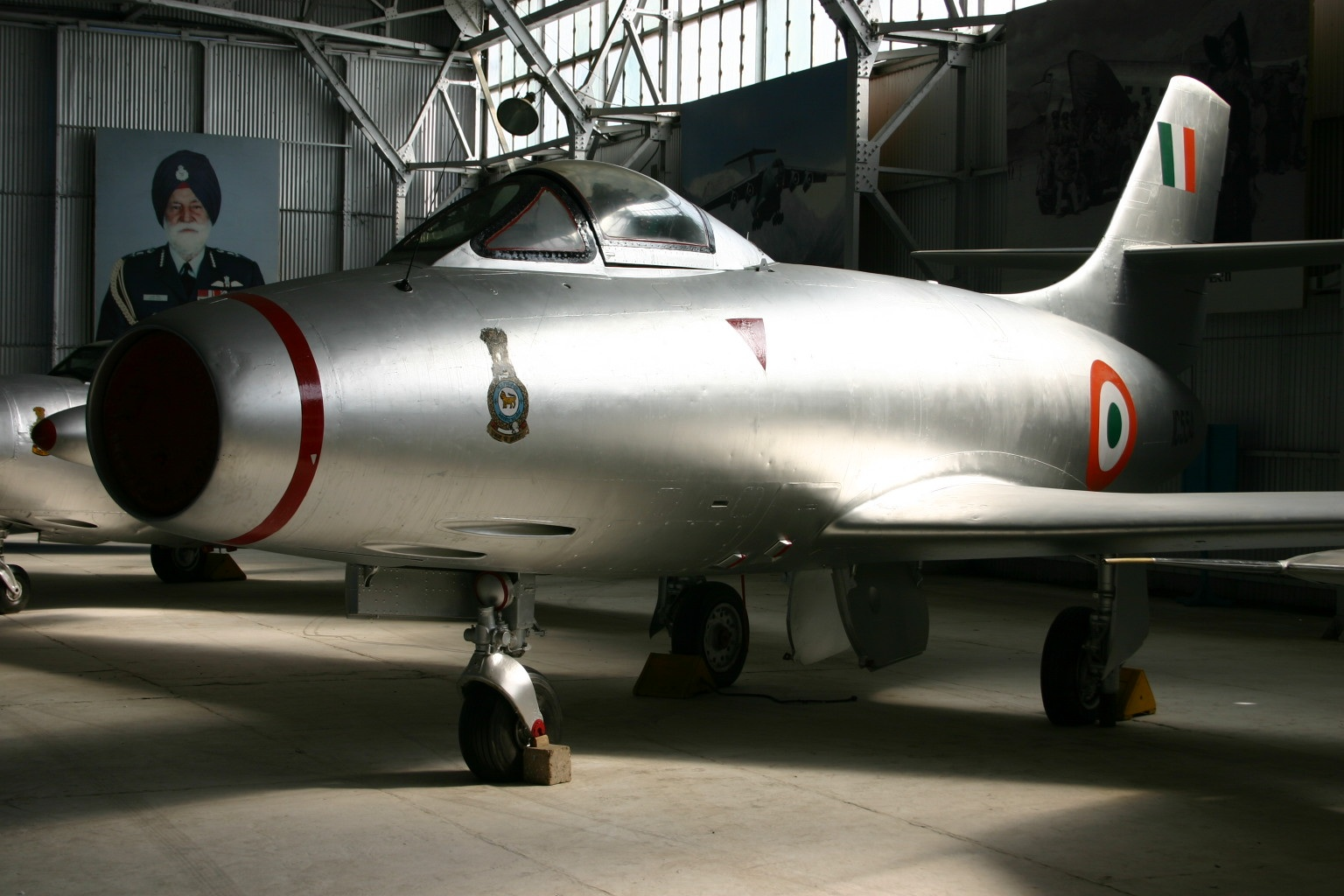
Palam空軍基地のインド空軍博物館に展示されているダッソー ウーラガン

1953年6月25日にインドは多少改良されたニーン 105エンジンを搭載した71機のウーラガンを発注し、納入は同年内に始まり1954年3月には完了した。加えて1957年3月に33機の中古機を発注して、インドの合計購入数は104機となった。この時点でフランスからのダッソー ウーラガン戦闘機の購入は、インドの武器供給元分散化の開始という決定を反映していた。ウーラガンのインドでの名称はToofani (ヒンディー語: Hurricane)であった。
インドのToofaniは1961年にカーティヤーワール半島西海岸のディーウ島でポルトガル軍に対するインド陸軍のための支援攻撃で実戦参加し、アッサム州とナガランド州での政府に対する反乱でも地上攻撃任務に、1962年には中印国境紛争で偵察活動に投入された。1965年4月24日に1機のToofaniがパキスタンの領空に迷い込み、パキスタン空軍のロッキード F-104 スターファイタ－戦闘機により強制着陸させられた。パイロットはインドに送還されたが、機体は抑留されて、最後はペシャーワルのパキスタン空軍博物館に展示されている。
フランスの場合と同様にインド空軍のウーラガンは、1957年から第一線機の立場をダッソー ミステール IVAに代替され始め、1965年には完全に第一線から引き揚げられた。しかし、その後の数年も高等練習機や標的曳航機として使用され続けた。

### イスラエル

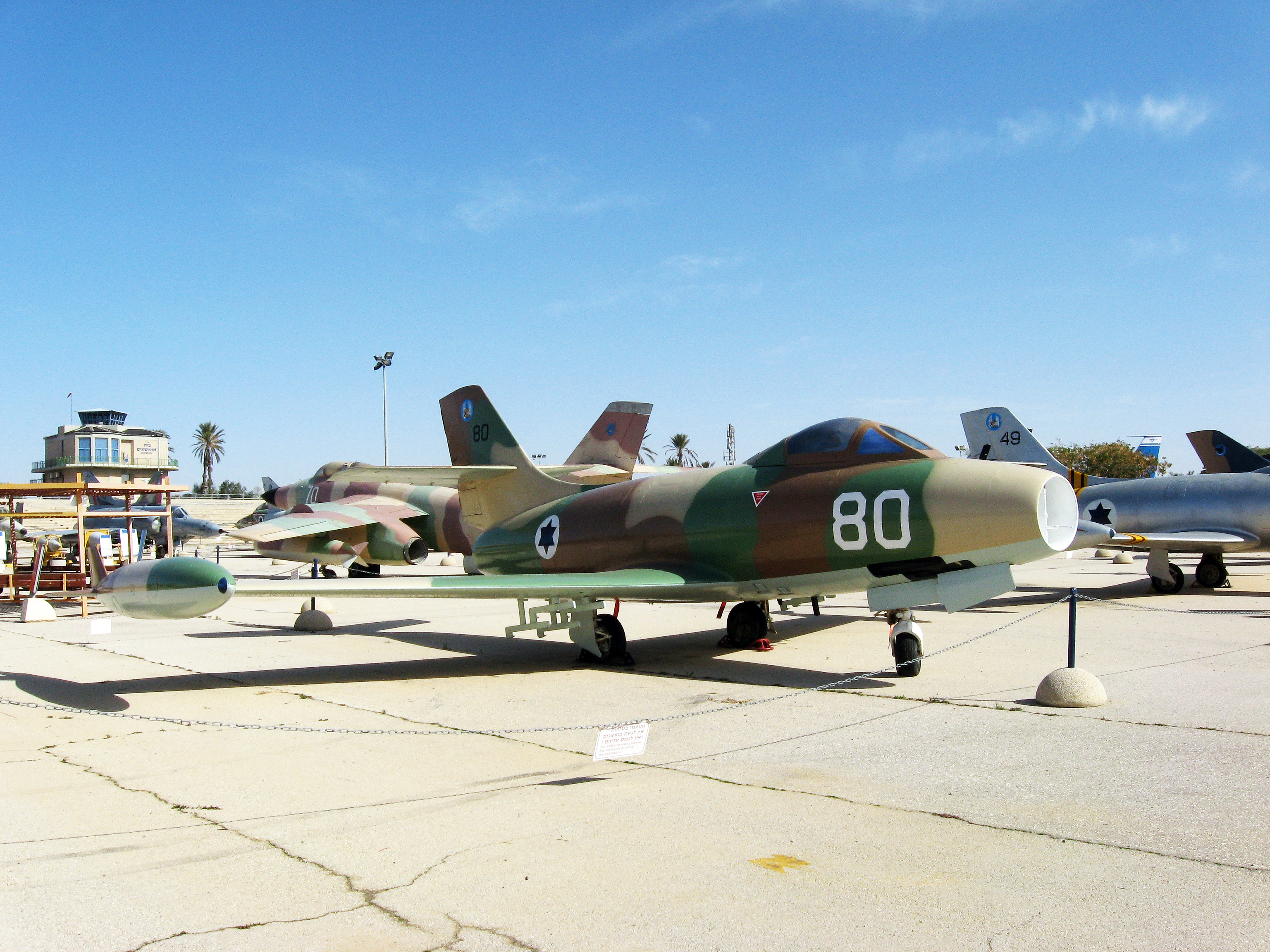
ハツェリム空軍基地のイスラエル空軍博物館に展示されているダッソー ウーラガン

アラブ諸国の空軍がMiG-15戦闘機のような先進的なソビエト連邦製兵器を購入していたことから、フランスやインドとは対照的にイスラエル空軍は熱狂的なウーラガン運用者であった。イギリス製のグロスター ミーティアを装備していた自国のジェット機戦力の増加を模索していたイスラエル空軍は、当初フランス製のダッソー ミステールIICとカナダ製のF-86 セイバー Mk.6の導入を考えていた。ミステールの開発上の問題とカナダによるセイバー機の輸出禁止措置により発注はミステール IVAに変更されると共に場繋ぎ役としてウーラガンが購入された。1955年以降、イスラエル空軍は、新造機と元フランス空軍機の合わせて少なくとも75機のウーラガンを受領した。これらのウーラガンはエジプト空軍のMiG-15に性能的に太刀打ちできなかったので近接航空支援作戦に割り当てられた。
1955年にフランスから引き渡された24機のウーラガンは、イスラエル空軍に新たに編成された第113飛行隊に配備された。1956年4月12日に第113飛行隊のウーラガンがエジプトのデ・ハビランド バンパイアを撃墜した。第二次中東戦争の期間にウーラガンは地上攻撃任務に用いられた。ソ連製のMiG-15戦闘機（こちらもニーン エンジン搭載だがより近代的な後退翼機）との2度の会敵が記録されており、1機のウーラガンは数発の37 mm (1.46 in) 機関砲弾を被弾したが生還して翌日には出撃し、1機のMiG-15がこのウーラガンとのドッグファイトに入って甚大な損傷を受けるという結果に終わった。MiG-15の速度や上昇率といった大勢で優位な性能を保持していることを首尾一貫して理解していなかった練度の低いエジプト人パイロットのおかげで、性能面で劣るウーラガンは生き延びることができた。10月31日にロケット弾で武装した第113飛行隊所属の2機のウーラガンがエジプトの駆逐艦イブラヒム＝エル＝アワル（元イギリス海軍の「メンディップ」）を攻撃し、この艦はイスラエルにより鹵獲された。
第二次中東戦争後、ウーラガンは高等練習機扱いとなり第113飛行隊は飛行訓練部隊となったが、1964年頃にイスラエルはフランスから追加で50機程度のウーラガンを追加導入し、これらの機体は第107飛行隊、第115飛行隊に配備された。
1967年の第三次中東戦争では第113飛行隊および第107飛行隊の運用機が再び実戦に参加した。この戦争でもウーラガンは対地攻撃にて戦果を挙げたが、この戦争後の消耗戦争と呼ばれる時期になると敵航空機に対しての優位性の低下が目立つようになり、1970年頃からは実戦投入が見合わされるようになった。イスラエル空軍のウーラガンは1973年に退役した。
1975年にイスラエル空軍は18機のウーラガンをエルサルバドルへ売却し、それらは1980年代後半まで就役していた。

### エルサルバドル

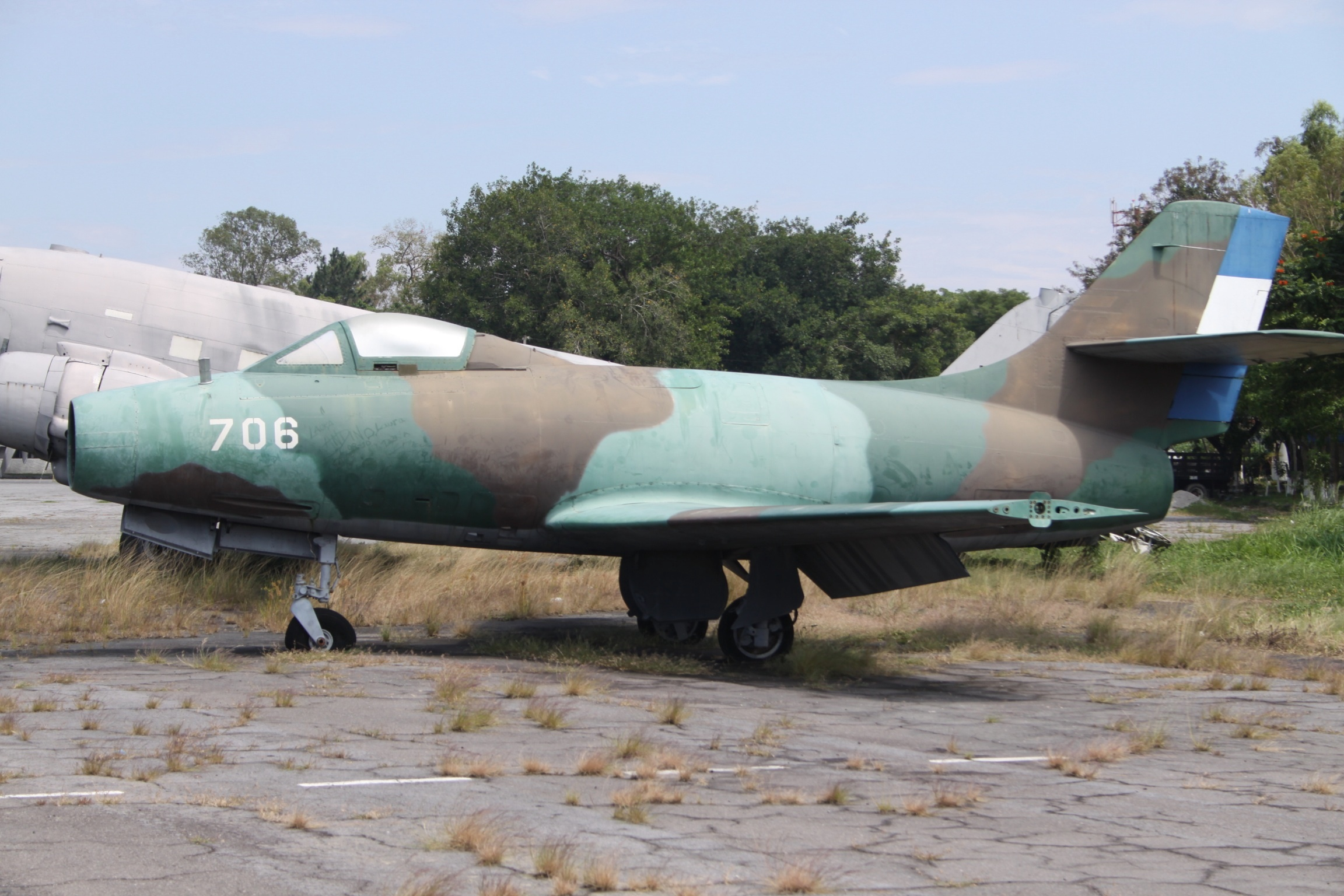
エルサルバドル空軍のダッソー ウーラガン

1969年にサッカー戦争が勃発するとエルサルバドルは自国空軍の近代化へ協調した努力を始めた。アメリカ合衆国政府の武器禁輸政策により米国からの実戦機の輸入は不可能であったため、エルサルバドルは国際武器市場でイスラエルの軍需放出品である18機のウーラガンを購入した。これらの機体はイスラエルにより再生処理が施され、1973年から1978年にかけてエルサルバドルに納入された。
エルサルバドルのウーラガンは1979-1992年のエルサルバドル内戦で広範囲な戦闘に使用された。首都のサンサルバドル近郊のイロパンゴ空港から運用され、ファラブンド・マルティ民族解放戦線（FMLN）勢力への攻撃任務へ投入された。エルサルバドルは広大な国土を持つ国ではなく、戦闘行動半径は切迫した考慮事項とはならなかった。通常ウーラガンは重量を軽減して搭載兵器を増加させるために翼端増槽を取り外して運用された。
1982年に一人のFMLN工作員がイロパンゴに攻撃を仕掛けて数機のウーラガンを破壊するとアメリカ製のセスナ A-37 ドラゴンフライへの更新に拍車がかかり、結局はこれと代替された。このA-37はレーガン政権下で武器禁輸措置が解除されたことで入手可能になったものであった。残りのウーラガンは更に数年の間は就役していたが、戦いが終結するまでに全機退役した。
エルサルバドルのウーラガンは幾種類かの迷彩塗装が施された姿が写真に収められているが、戦いの期間中にウーラガンの塗装は完全には標準化されていなかった可能性がある。
少なくとも1機のエルサルバドルのウーラガンが現在イロパンゴに展示されている。

## 派生型

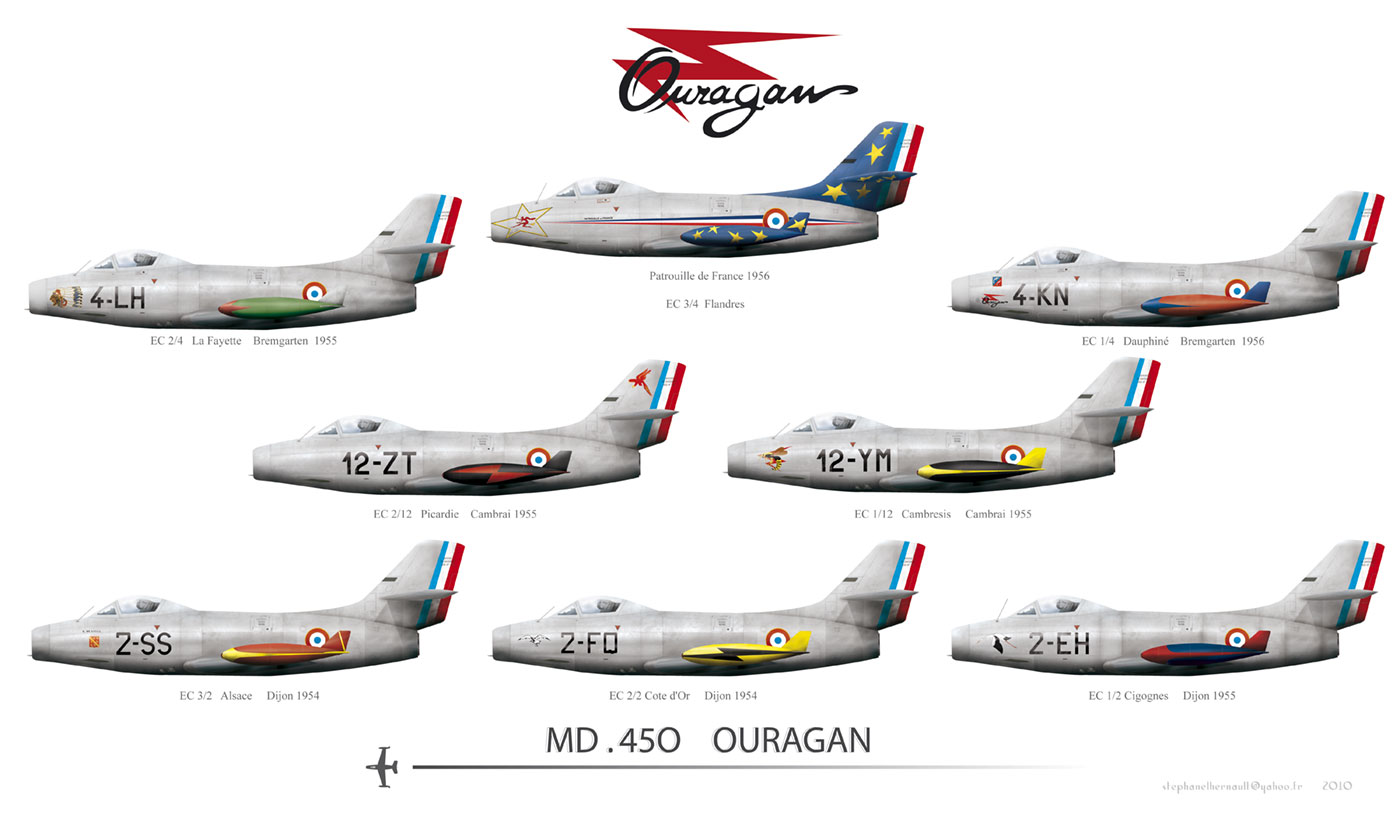
フランス空軍のダッソー MD 450 ウーラガン

MD 450A ウーラガン量産型の最初の50機。ロールス・ロイス ニーン 102エンジン搭載。
MD 450B ウーラガンイスパノ・スイザ製ニーン 104Bエンジン搭載。オリジナルの4分割式首車輪ドアは機関砲発砲時に壊れやすかったので2分割式に変更。
MD 450R ウーラガン偵察機型。1機のみ製造。
MD 450-30L ウーラガンスネクマ アター 101B エンジンを搭載した前量産試作機の中の1機。エアインテークは胴体側面に移設。2門の30 mm (1.181 in) DEFA 機関砲装備。
バルーガン主翼付け根に追加されたフェアリング内に引き込まれる低圧タイヤの2重車輪の主脚を持ち、ドラッグシュートを備えた不整地運用向けに改造された量産型の4機。

## 採用国
- エルサルバドル
- フランス
- インド

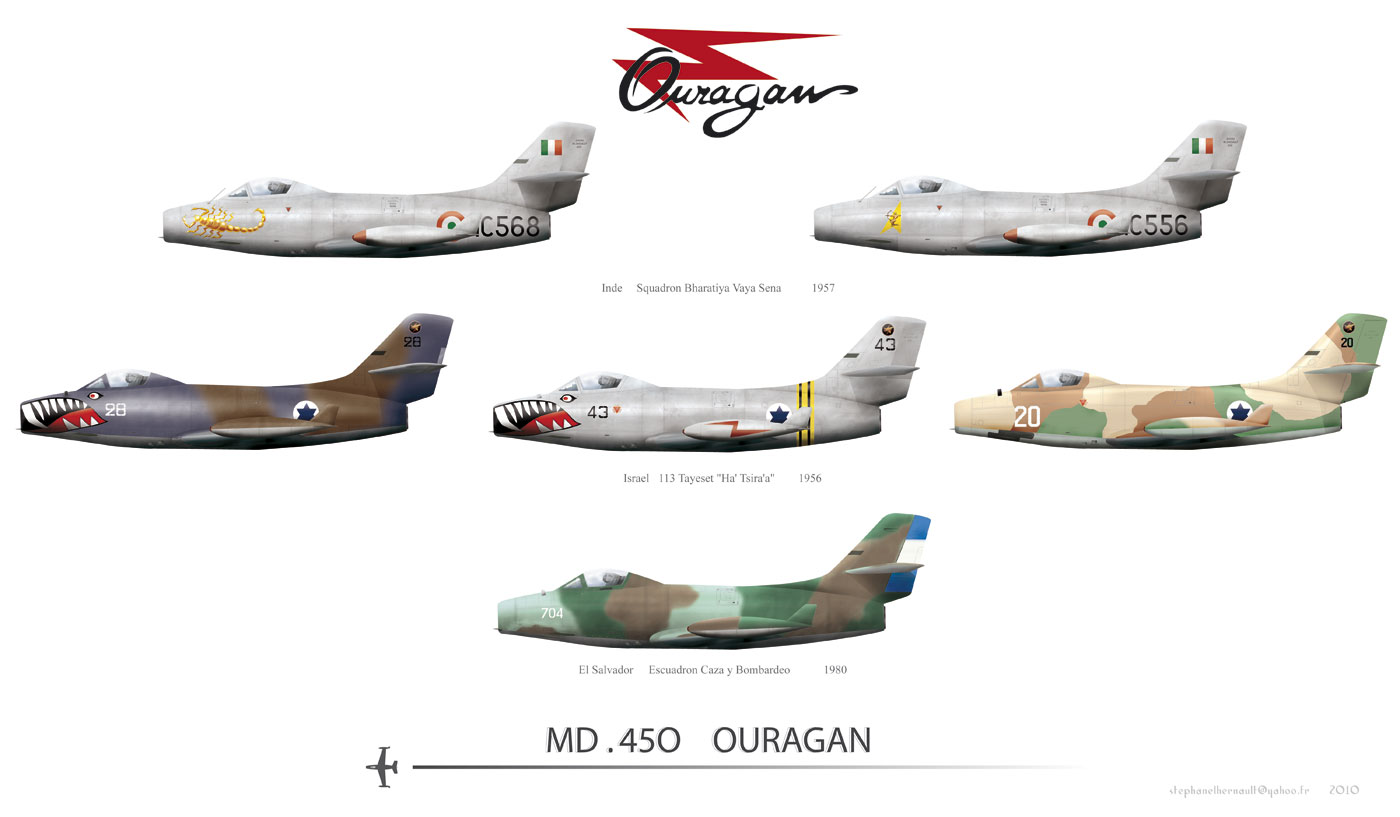
運用各国の塗装のダッソー MD 450 ウーラガン

- イスラエル - 第107飛行隊、第113飛行隊、第115飛行隊などに配備され、第二次中東戦争、第三次中東戦争で主に対地攻撃機として活躍した。第113飛行隊では1973年まで運用されていた。

## 展示されている機体
フランス

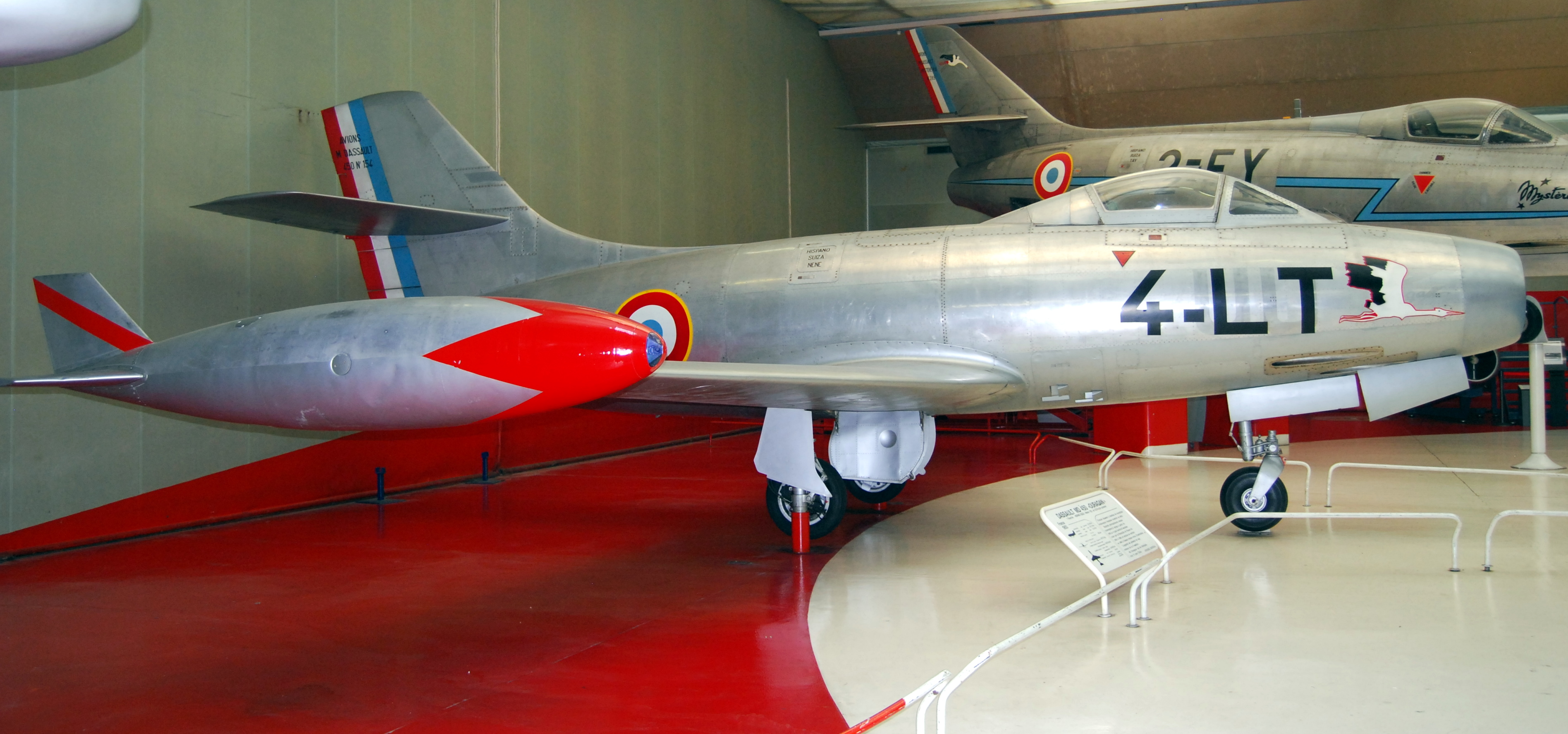
ル・ブルジェ航空宇宙博物館に展示されている#154/「"4-LT"」機

サヴィニー＝レ＝ボーヌ城のジェット機コレクションの#251機と#450/「"4-US"」機を含めフランス国内に幾機かのMD.450 ウーラガンが保存されている。ル・ブルジェ空港のル・ブルジェ航空宇宙博物館に展示されている#154/「"4-LT"」機にはカラフルな"Indian-head"塗装が施されているが、「4-LT」の下には以前の機番が透けて見えている。以前はモンテリマールのMusée Européen de l'Aviation de Chasseにパトルイユ・ド・フランス塗装の#214/「"UG"」機が展示されていた。
イスラエル
第二次中東戦争と第三次中東戦争の生き残りである実戦参加したイスラエル空軍のウーラガン「"80"」機と「"49"」機がイスラエル空軍博物館に屋外展示されている。
インド
ニューデリーのインド空軍博物館には1機のMD.450 ウーラガン (Toofani)「"IC 554,"」機が展示されている。この機体は以前はグレイグリーンの迷彩塗装を施されていたが、現在は第47飛行隊「"Black Archers"」所属機のマーキングをつけた無塗装となっている。
エルサルバドル
2機のウーラガンがイロパンゴ空軍基地にある国立航空博物館（Museo Nacional de Aviación）に展示されている。

## スペック
- エンジン: ロールス・ロイス ニーン104B×1
  - 推力: 2,270kg
- 全長: 10.74 m
- 全幅: 13.16 m
- 全高: 4.14 m
- 翼面積: 23.8 m2
- 空虚重量: 4,142 kg
- 最大離陸重量: 7,404 kg
- 最大速度: 940 km/h
- 航続距離: 920 km
- 武装: 
  - イスパノ・スイザ HS.404 20mm機関砲×4
  - 105mm(4.1in)BRAUDT T-10 空対地ロケット弾×16基、マトラロケットポッド2基、SNEB 68 mmロケットポット18基　または　454kg爆弾2発、458㍑増槽
- 乗員: 1名